# Monica Mura

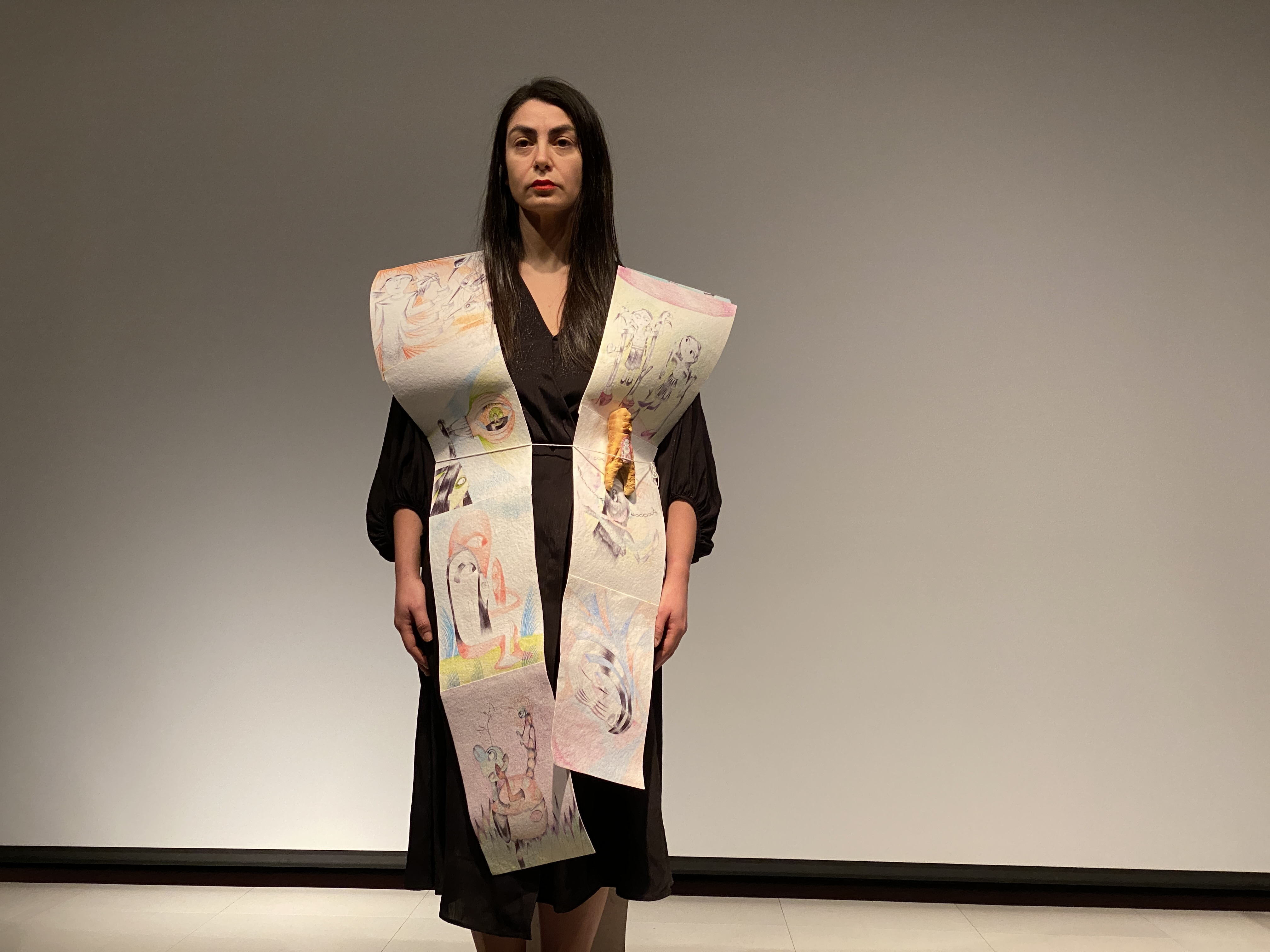
En la performance con Maria Bueno en la Comunidad de Madrid en 2022

Monica Mura  (Cagliari, Cerdeña, Italia 1979) es una artista feminista interdisciplinar, performer y artivista italiana residente en España. Uno de los ejes centrales de su trabajo es una reflexión profunda sobre identidad, memoria, géneros y feminismos, la vida y el arte a través de la perspectiva de género.

## Trayectoria
Mura estudió en su país natal, Italia, donde se doctoró con el título de Dottoressa magistrale in D.A.M.S., Discipline dell’Arte, della Música e dello Spettacolo con la especialidad en Lenguaje Multimedia por la Università degli studi di Torino.
La artista relaciona sus inicios creativos por medio de un recuerdo de su infancia en el que, en un viaje en tren con su madre, transformó una “G” en un carrito de bebé.
La obra de Monica Mura ha tenido un importante enfoque de género, feminismo y acción reivindicativa desde sus comienzos. Tras reflexionar sobre la mujer, siente la necesidad de dar un paso más para abrir su discurso incluyendo las visiones de personas que por su situación comparten muchas de las problemáticas tratadas antes con las mujeres cisgénero: la mujer trans y por extensión el colectivo LGTBIQ. Un trabajo laborioso que logra condensar el proceso de investigación de la artista.
En 2006, junto a un grupo de mujeres presentó en su ciudad de residencia, Santiago de Compostela,  por primera vez en el Teatro Principal de la ciudad con el objetivo de romper el silencio sobre las experiencias de las mujeres y participar en una campaña internacional para eliminar la violencia de género. Monica Mura ha demostrado ser una artista comprometida con la igualdad y con las mujeres desde este primer encuentro, aunque su obra artística haya discurrido por caminos diferentes.
Pertenece a la asociación MAV Mujeres en las Artes Visuales y al comité científico del Congreso de Géneros, Museos, Arte y Educación de  la Red Museística de Lugo.

## Obra
Con su trabajo crea un espacio donde las mujeres pueden tener voz, contar su historia con la palabra, visualmente y con la labor de sus manos como se puede ver en su proyecto “El Retrato. Abriendo la puerta a nuestro lugar más intimo” (del programa “Nos+Otras en Red” de Educathyssen en colaboración con la Rede Museística Provincial de Lugo) y en “Ellas Cuentan”, un videomontaje donde ha entrevistado a mujeres de Galicia y Cerdeña, que examina los lazos que nos unen entre mujeres y entre generaciones. Posteriormente en sus trabajos  Mura ha decidido ampliar el foco de atención para abrir un espacio de diálogo y reflexión sobre la identidad de género y la experiencia de las personas trans con obras como “Transvideo”, una video-performance delegada.
Mura juega con su propia imagen que está muy presente en casi todos sus trabajos. Explora su respuesta personal a la pregunta del título “¿Y tú quién (de quién) eres?” a través de múltiples obras, en las que utiliza el autorretrato en diferentes formatos, y que nos confirman que lo personal es lo más universal.

### Performances, instalaciones y acciones
La artista propone distintas performances delegadas presenciales o a distancia: “palabras rojas palabras doradas” sobre el peso del lenguaje para crear una sociedad inclusiva no sexista, 
“Rompecabezas” y “Depende” son unas instalaciones que exploran y posibilitan distintas combinaciones del cuerpo.
“Trans*” un espacio visual y sonoro de libre expresión y autoafirmación.
En “des-ge(n)erar re-ge(n)erar” es una acción planteada sobre moda y géneros. En la exposición los visitantes podrán tocar las obras e interactuar directamente con ellas, modificándolas y construyendo un discurso propio.
Su pieza “Pez(off) pez(on)”, es una respuesta a la censura de la papilla mamaria de la mujer.
Las obras “Ellas cuentan” recogen los testimonios de seis mujeres gallegas y cinco de Cerdeña, lugar de nacimiento de la artista. Heroínas anónimas que pueden ser nuestras abuelas, madres, hermanas. Nos hablan de arte, cultura, migración, tradiciones, roles y creencias.(En el Festival de Arte Urbano Cadarte)

La artista opina sobre su obra: 
“ Mis obras forman parte de proyectos artísticos amplios en continuo proceso de evolución. Como organismos vivos, creo que cada una tiene una personalidad compleja que va más allá de mi voluntad como autora. Una identidad que sigue las leyes del libre albedrío y que está por encima de la materia misma”

### Exposiciones individuales
- •2019 Sombras na luz, Secretaría Xeral da Igualdad de y Ministerio de la Presidencia, Relaciones con las Cortes e Igualdad, Laín, Ourense, Monforte, Santiago de Compostela, España.[15]
- •2018 E ti que (de quen) vés sendo? Identidades, Memorias e Xéneros, Igrexa da Compañía. Santiago de Compostela, España.[16]
- •2015 Meigas dentro! Café, licor café, orujo y otras pócimas, comisariada por Ana Castro Jiménez y Maria Eiras, Palacio del Carmen. Santiago de Compostela, España2015[17]
- Sas Diosas. Miradas, sa aréntzia mea, comisariada por Mª Encarna Lago, Museo Fortaleza San Paio de Narla, Museo Provincial, Museo do Mar San Cibrao, Museo Pazo de Tor, Lugo, España[18]
- •2002 Monica Mura. Personale Pittorica, CCP Murazzi+Circolo ARCI, Torino, Italia[19]
- •1999 Monica Mura. Personale Pittorica, comisariada por Giorgio Tardiola, Mostra Regionale della Sardegna, Macomer, Italia[20]

### Exposiciones Colectivas
- •2019 “Other Identity” Altre forme di identità culturali e pubbliche, comisariada por Francesco Arena, Primo Piano di Palazzo Grillo, Sala Dogana-Palazzo Ducale, Génova, Italia[21]
- •2018 Mujeres que cortan y pegan, Exposición colectiva internacional, comisariada por Natalia Romay y Annitaklimt, Miradas en femenino, Mulafest, Ifema Madrid, España
- Birdwatching, Intervención artística para Reb/veladas na paisaxe por Paul Edward Guy, comisariada por Ánxela Cáramés, Cidade da Cultura de Galicia, Santiago de Compostela, España
- •2017 El espacio de la memoria, comisariada por Ana Moreno Rebordinos, Museo Thyssen-Bornemisza, Madrid, España
- Mallo en marzo, comisariada por Renata Otero, Complejo Cultural-Museos Regal Xunqueira, Viveiro, Lugo, España
- •2016 Estar presentes, ser visibles, Exposición-Acción colectiva MAV Mujeres en las Artes Visuales, ARTSevilla, Encuentro Internacional de Arte Contemporáneo, Sevilla, España
- Mujeres Mirando Mujeres, comisariada por Mila Abadia, Cultur3 Club, V Feria Nacional de Artistas, Gijón, España
- Corpus. Exposição Coletiva Internacional, comisariada por Genoveva Oliveira, Museu José Malhoa, Caldas da Raiña, Leiria, Portugal.
- Nós+Outras en Rede. Arte e Xénero, comisariada por Mª Encarna Lago González, Museo Provincial, Lugo, España
- Yoni-Creator, el lugar sagrado de los genitales femeninos, dirigida por Luz Darriba y Javier Sánchez-Montaña, Diputación de Lugo, Lugo, España
- Mulleres en Acción: violencia zero, comisariada por Paula Cabaleiro, Museo de Pontevedra, Casa das Artes, Vigo, España
- •2015  VII exposición arte e solidariedade, comisariada por Encarna Lago y Antón Sobral, AFundación Obra Social Abanca, Lugo, España
- Proyecto Puentes: diálogos mudos a través del collage, comisariada por Reme Remedios, Galería Dosmilvacas, Ponferrada, España
- Puentes. Collages de ida y vuelta, Sociedad de collage de Madrid, Madrid, España
- •2014 From portrait to self-portrait. The galician album, dirigida por Antonio Nodar, Museo de Arte Contemporáneo gasNatural Fenosa, La Coruña, España
- #virtualellas, digital art y net.art exhibition, comisariada por Rocío Osorio, Esperanza Porto y Francisco Porto, Festival Miradas de Mujeres, Castilla y León, Salamanca, España
- •2012 144 cómplices = [12×12], comisariada por Marta Prieto, Arte Menudo Galería Lugo, Galería Dosmilvacas Ponferrada,Fundación María Forcada Tudela, España

- •1998 Esposizione Europea di Pittura U.M.C., Exposición colectiva de pintura, Udine, Italia.

## Premios y Becas  y Residencias
- 2018 Proyecto sececcionado “antes y después”, Artistic Intervention Contest of XX Bienal De Arte de Cerveira 2018, Portugal
- Selección de obra “homenaje a maud wagner”, Mujeres que cortan y pegan, International collective exhibition, Miradas en femenino, Mulafest, Ifema Madrid, España
- 2017  Residencia y Beca  “12 miradas Riverside”, Programa de acción cultural, comisariada por Carlos Quintàns, Laboratorio Creativo Vilaseco, España
- 2015  Artista seleccionada “nos+otras en red. Arte y Género”, MUSEO THYSSEN-BORNEMISZA Madrid Project integrated in the Education y Social Action program of EducaThyssen, The Edmond de Rothschild Foundations, Madrid, España (2015-2017) Mención de honor en el VIII Premio Iberoamericano de Educación y Museos
- 2012 Artista invitada inclusiones. Arte en acción. Art Project y Social Innovation, Contextos y Van Divulgación Cultural, Vigo, España
- 2007 Primer Premio concurso de carteles fbsp. Santiago de Compostela, España
- 2002 European Community Action Scheme for the Mobility of University Students desde: UNITO Università degli Studi di Torino, Italia A: USC Santiago de Compostela, España (2002-2003)
- 2002 Reconocimiento 49.º Festival Internazionale della Pubblicità. Torino, Italia[22]